# Verchocq
Verchocq é uma comuna francesa na região administrativa de Altos da França, no departamento de Pas-de-Calais. Estende-se por uma área de 15,56 km². Em 2010 a comuna tinha 644 habitantes (densidade: 41,4 hab./km²).